# Youri Djorkaeff
Youri Raffi Djorkaeff (* 9. März 1968 in Lyon) ist ein ehemaliger französischer Fußballspieler.

## Herkunft und Familie
Youri Djorkaeff ist der Sohn des ehemaligen französischen Nationalspielers Jean Djorkaeff und wurde 1968 in Lyon geboren. Zu dieser Zeit war sein Vater für den Erstligisten Olympique Lyon aktiv. Mütterlicherseits hat Djorkaeff armenische Wurzeln, während sein Großvater väterlicherseits kalmückisch-polnischer Abstammung war und aus Russland nach Frankreich emigriert war. Sein Sohn Oan Djorkaeff (* 1997) ist ebenfalls Fußballspieler.

## Sportliche Laufbahn

### Vereinskarriere
Als Jugendlicher war Djorkaeff für verschiedene Nachwuchsmannschaften aus Lyons Vorstädten aktiv (z. B. Villeurbanne oder Saint-Priest). Mit 15 Jahren wurde Djorkaeff von Grenoble Foot verpflichtet und unterzeichnete 1987 seinen ersten Profivertrag. Der technisch versierte Spielmacher war bis 1989 für Grenoble in der Division 2 aktiv und wurde sogar trotz seines Alters Mannschaftskapitän. Dann wechselte er innerhalb der Liga zu Racing Straßburg, allerdings verpasste man 1989/90 den angestrebten Aufstieg in die Division 1, wobei Djorkaeff mit 21 Saisontreffern drittbester Torjäger war und maßgeblich zu den Ergebnissen beigetragen hatte.
1990 wechselte er zur AS Monaco und blieb dort bis 1995; es folgte ein Jahr bei Paris Saint-Germain (1995/96). In Frankreichs höchster Spielklasse bestritt Djorkaeff 190 Spiele und schoss dabei 73 Tore. Außerdem wurde er in der Saison 1993/94 mit 20 Treffern Torschützenkönig der französischen Division 1.
Anschließend wechselte er ins Ausland und spielte zunächst für Inter Mailand (1996–1999). 1999 wechselte er zum 1. FC Kaiserslautern, der von Otto Rehhagel trainiert wurde. Dort fügte er sich anfangs sportlich gut ein und wurde nach der Hinrunde 1999/2000 in der Kicker-Rangliste in die Internationale Klasse eingestuft. Innerhalb der Mannschaft gab es aber bald Kritik an Djorkaeff. Nach der Saison trug er sich mit dem Gedanken, den UEFA-Cup-Qualifikanten zu verlassen, um wieder in der Champions League spielen zu können, blieb aber letztlich. Nachdem Andreas Brehme Otto Rehhagel im Herbst 2000 abgelöst hatte, kam es nach einiger Zeit außerdem zum Zerwürfnis zwischen Djorkaeff und seinem Trainer, das nach Saisonende 2000/01 publik wurde. Der französische WM-Gewinner von 1998 hatte den Eindruck, dass Brehme (der 1990 selbst Weltmeister geworden war) eifersüchtig auf ihn sei: „In seinen Augen gab es einen Weltmeister zuviel in diesem Verein“. Von Vereinsseite wurde dem Spieler vorgeworfen, er habe es an Einsatz und aufgrund seiner Weigerung, Deutsch zu lernen, an Bereitschaft zur Verständigung mangeln lassen. Im Sommer 2001 wollte Djorkaeff, der einen bis Juni 2002 gültigen Vertrag hatte, den Verein erneut verlassen, aber es fand sich kein Abnehmer, der die vom FCK gewünschte Ablösesumme zu zahlen bereit war. In der Saison 2001/02 wurde er von Brehme nur noch selten berücksichtigt und fiel über einige Wochen auch verletzungsbedingt aus. Im Februar 2002 wurde der Vertrag aufgelöst und Djorkaeff wechselte zu den Bolton Wanderers. Letztlich kam Djorkaeff in den zweieinhalb Jahren am Betzenberg auf 55 Bundesligaeinsätze und 14 Treffer.
Nach seiner Zeit in Bolton (bis 2004) spielte Djorkaeff für drei Monate bei den Blackburn Rovers. 2005 wechselte er in die US-Profiliga zu den MetroStars. Am 29. Oktober 2006 erklärte Djorkaeff seine Spielerkarriere für beendet. Er beabsichtigte, dem Fußballsport erhalten zu bleiben – „als Manager oder Vereinspräsident“.
Während seiner Karriere stand Djorkaeff in einer Vielzahl von Endspielen – zu Titeln reichte es dreimal: Mit der AS Monaco wurde er unter Trainer Arsène Wenger 1990/91 Pokalsieger, mit Paris Saint-Germain 1995/96 Sieger im Europapokal der Pokalsieger und mit Inter Mailand gewann er unter Luigi Simoni 1997/98 den UEFA-Pokal.

### Auswahleinsätze
Zwischen Oktober 1993 und Juni 2002 bestritt Youri Djorkaeff 82 Länderspiele für die französische Nationalmannschaft und erzielte dabei 28 Tore. Bei der Weltmeisterschaft 1998, der Europameisterschaft 2000 und dem Konföderationen-Pokal 2001 gehörte er jeweils zum Kader der siegreichen französischen Nationalmannschaft.

### Erfolge
- Französischer Pokalsieger: 1990/91
- Französischer Supercupsieger: 1995
- Europapokal der Pokalsieger: 1995/96
- UEFA-Pokal-Sieger: 1997/98
- Weltmeister: 1998
- Europameister: 2000
- Gewinner des Konföderationen-Pokals: 2001
- Torschützenkönig der französischen Division 1: 1993/94

## Weiterer Werdegang
2006 veröffentlichte Djorkaeff seine Autobiographie unter dem Titel „Snake“. Seit April 2007 ist Youri Djorkaeff Präsident des Amateurvereins Union Générale Arménienne de Décines, eines Klubs aus der Banlieue von Lyon, in dem auch sein Vater, „Tchoucki“ Djorkaeff – dieser war gleichfalls französischer Nationalspieler und WM-Teilnehmer – (als Manager) sowie zwei seiner Brüder (als Vizepräsident bzw. Spieler) tätig sind.